# Kordigast-Mehlbeere
Die Kordigast-Mehlbeere (Sorbus cordigastensis) ist eine Pflanzen-Art, die zum Komplex der Bastard-Mehlbeeren (Sorbus latifolia agg.) gehört. Sie ist ein Laubbaum, der aus einer Hybridisierung einer Art aus der Gruppe der Echten Mehlbeeren (Sorbus aria agg.) mit der Elsbeere (Sorbus torminalis) entstanden ist.
Sennikov und Kurtto führen die Art seit 2017 unter dem Namen Karpatiosorbus cordigastensis.
Als eine apomiktische Art pflanzt sie sich ungeschlechtlich fort.
Die Kordigast-Mehlbeere ist in dem Gebiet um den Kordigast mit einem größeren Individuum (>1,3 m) pro Hektar eher selten, kommt aber an Waldrändern gehäuft vor. Die dauerhafte Etablierung der Verjüngung wird durch Lichtmangel, aber insbesondere durch den Wildverbiss massiv beeinträchtigt. Derzeit ist die Gesamtpopulation der Pflanze noch relativ groß und zur Reproduktion fähig. Da jedoch nicht genügend Jungpflanzen auswachsen können, ist der Bestand auf längere Sicht vom Aussterben bedroht.

## Geschichtliches

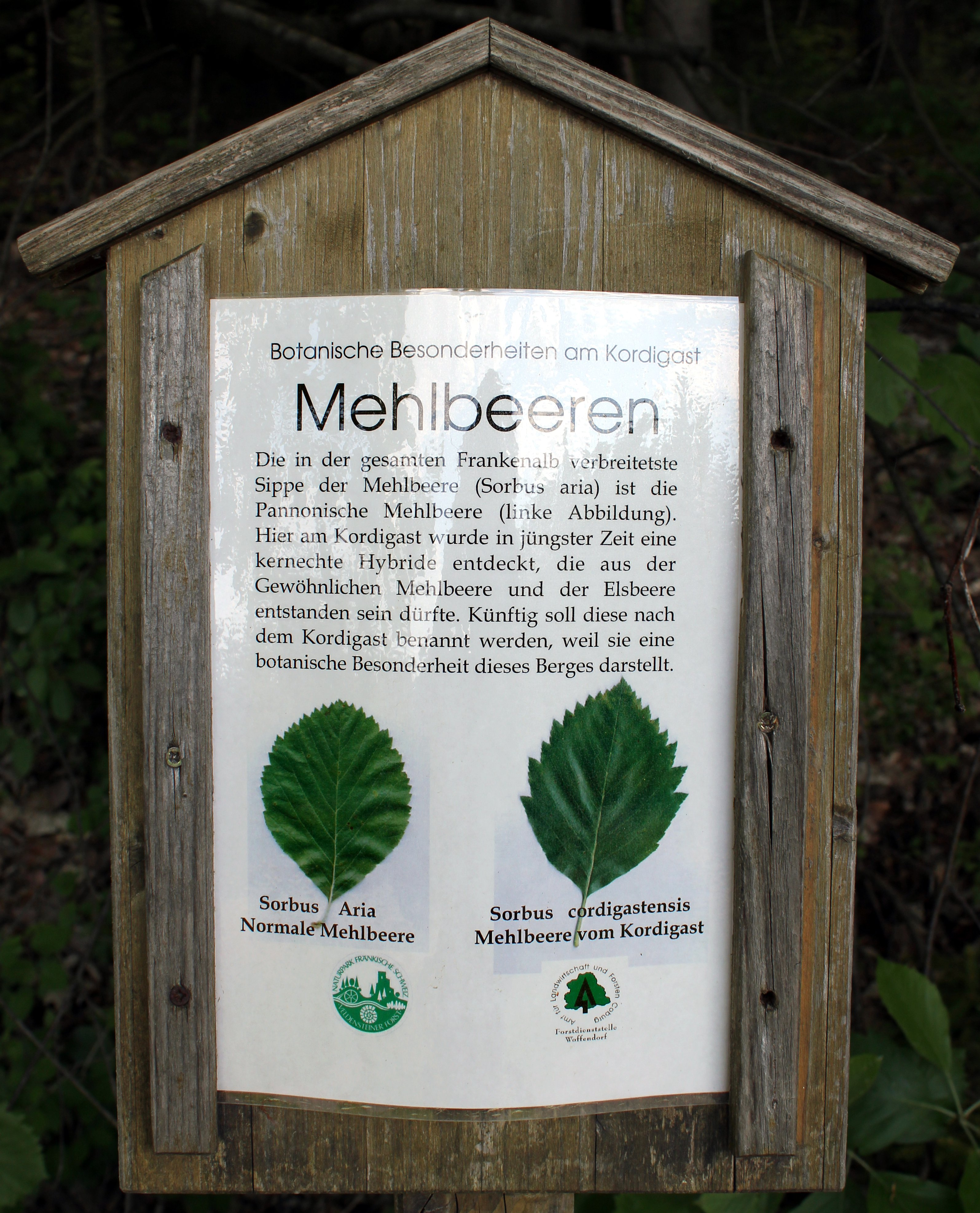
Infotafel über die Kordigast-Mehlbeere (befindet sich vor dem in der Infobox abgebildeten Exemplar)

Erstmals entdeckt und beschrieben wurde die Kordigast-Mehlbeere um 1900, geriet aber wieder in Vergessenheit. Der auf Mehlbeeren spezialisierte Biologe  Norbert Meyer entdeckte die Pflanze 1990 wieder und gab ihr in Anlehnung an ihr Verbreitungsgebiet den wissenschaftlichen Namen Sorbus cordigastensis. Bis auf geringfügige Standard-Verfahren zur Beschreibung und Einordnung der Art fanden aber keine weiteren Forschungen statt. Dies änderte sich ab Mai 2008.
Dem Mainkleiner Biologiestudenten Matthias Kohles war im Rahmen eines Vortrages des Biologen Gregor Aas im Ökologisch-Botanischen Garten der Universität Bayreuth ein Exemplar der Kordigast-Mehlbeere aufgefallen, wodurch sein Interesse geweckt wurde. Im Sommer 2008 begannen schließlich genauere Nachforschungen zur Kordigast-Mehlbeere, geleitet von Gregor Aas in Zusammenarbeit mit Matthias Kohles. Bisher wurden in diesem Zusammenhang eine Zulassungsarbeit für das erste Staatsexamen von Kohles sowie ein Artikel in einer Ausgabe der Floristisch-Soziologischen Arbeitsgemeinschaft „Tuexenia“ veröffentlicht.

## Beschreibung
Die Art ist ein sommergrüner und laubabwerfender Baum. Die bisher festgestellten Wuchshöhen betrugen zwischen 3 und 7 Meter.
Die rundlichen, abstehend ausgebissen gezähnten Blätter sind am Langtrieb auffallend groß. Bei einer Breite von 8 Zentimeter werden sie rund 10 Zentimeter lang. Sie weisen eine schmale keilige Blattbasis von 90° und mehr auf und werden auch im Herbst kaum derb. An der Unterseite sind sie grünfilzig, im Sommer frischgrün und papierdünn. Die Flanken der Blattlappen sind beiderseits geschweift und nach außen gebogen; die Lappenspitzen sind zu deutlichen Grannen ausgezogen. Die Kurztriebblätter sind schmaler, kaum gelappt, eiförmig und haben eine keilige Basis mit meist weniger als 90°. (Siehe dazu auch Blattform)

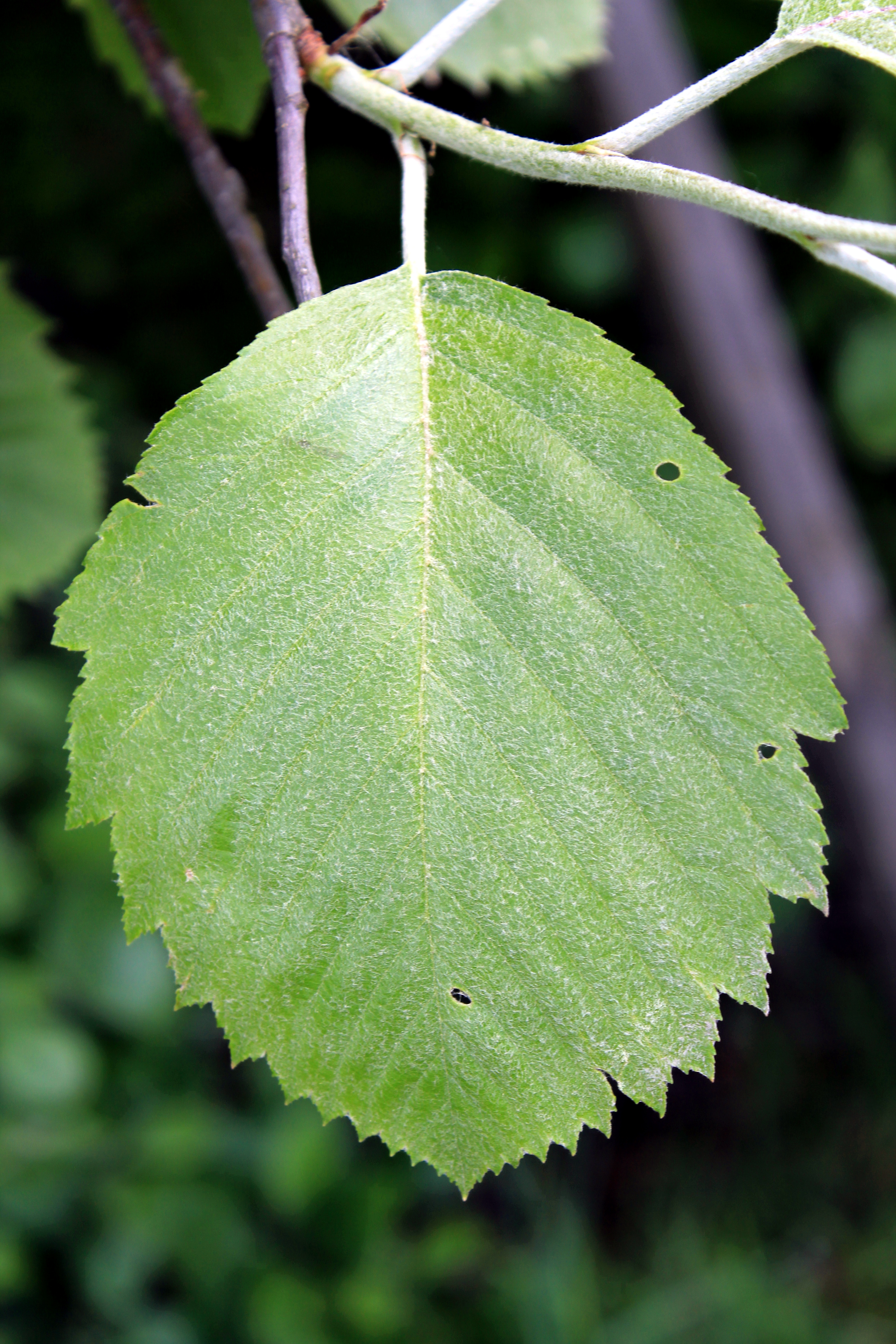
Langtriebblatt der Kordigast-Mehlbeere
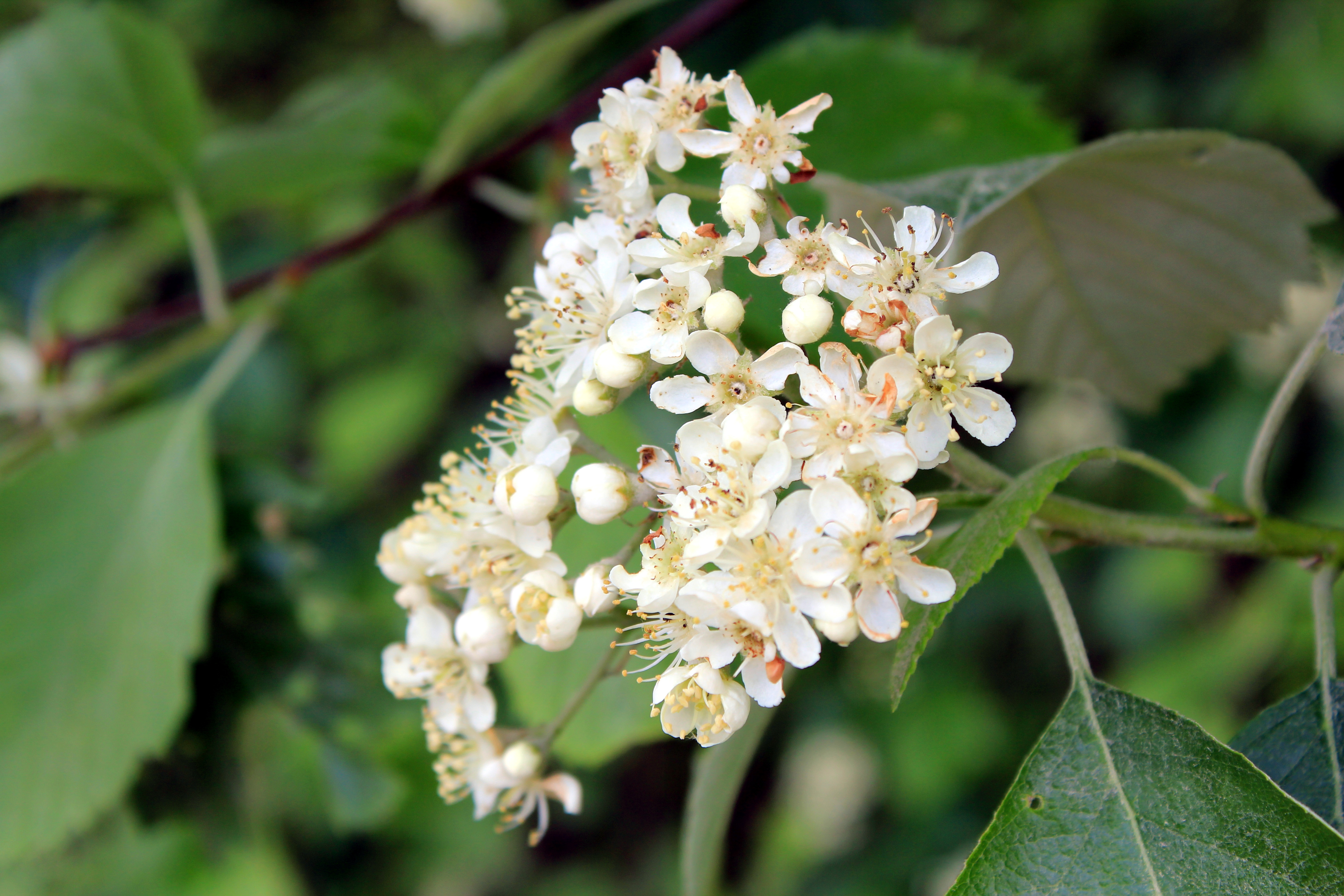
Blütenstand der Kordigast-Mehlbeere

## Verbreitung
Die Kordigast-Mehlbeere ist endemisch am Kordigast. Sie wächst ausschließlich in den dortigen Buchen- und Kiefernwäldern mit kalkreichen Böden, wobei sie lichte Stellen oder Waldränder bevorzugt. Förderlich für eine gute Regeneration ist ein hoher Kiefernanteil im Bestand. Buchen und Hainbuchen sind hingegen eher hinderlich. Ebenfalls negativ wirkt sich der Wildverbiss auf die Verjüngung der Art aus.
Aufgrund ihres kleinen Verbreitungsgebietes ist sie insgesamt gesehen recht selten, wird aber von der Bundesartenschutzverordnung als nicht gefährdet wahrgenommen und dementsprechend auch nicht besonders geschützt. In Bezug auf Oberfranken gilt sie anhand der Häufigkeit als potentiell gefährdet. Innerhalb Deutschlands kommt Bayern die Alleinverantwortung zum Schutz der Art zu.